# 廃棄物・リサイクルガバナンス
廃棄物・リサイクルガバナンス(Waste Recycling Governance, WRG)は、産業構造審議会の提唱により設けられた廃棄物管理上の概念である。また経済産業省によりガイドライン化および関連政策の執行がなされている。

## 概要
社団法人産業環境管理協会が、廃棄物・リサイクル管理体制を構築した企業に対し、評価する登録プログラム。
廃棄物・リサイクルガバナンス（以下WRG）は企業が廃棄物の処理・リサイクルに関して、経営者から全従業員までを含む、全社的な体制によって取組を促進し管理していくもの。自社内だけの管理ではなく、グループ会社や調達先、処理委託先など、事業活動に伴う各関係者と連携して廃棄物の管理体制を構築する。WRGは、単なる不法投棄対策として構築するものに留まらず、ものの調達段階から最終処分・リサイクルといった、各段階に至るサプライチェーンの流れを企業が責任をもって「統治」＝ガバナンスするという仕組みである。廃棄物管理に特化している点が環境への影響を包括的に管理する環境マネジメントシステムISO14001との違いである。
WRGは廃棄物管理の構築に加え、企業の環境活動をアピールするツールでもある。WRG登録を取引先、消費者、地域社会、投資家など、ステークホルダーへ発信することで、環境企業として自社をアピールすることができる。WRG登録が環境への具体的な取組みとなり、自社Webサイトや環境レポート、新聞などを通じて紹介することができる。
また、WRGは経済産業省の「廃棄物・リサイクルガバナンスガイドライン」に準拠したものである。経済産業省は2004年9月、廃棄物問題に企業経営の観点からいかに取り組むべきかという考えを基に「廃棄物・リサイクルガバナンスガイドライン」を公表。企業における自主的取り組みの指針となるもので以下の三つの視点がポイントとして述べられている。。
1. 経営者から全従業員までを含む全社的な体制を構築
2. 関連企業・取引先企業や廃棄物等処理・リサイクル業者等との広範な関係者との連携
3. 自らの取り組みを顧客・消費者や株主、地域社会へ向けての情報発信、情報共有

## 登録制度
経営者から現場までの廃棄物処理に関する社内体制・情報管理・社員教育、また、ステークホルダーとの関係についてなど広範囲にわたってチェックシートを基に診断し、社団法人産業環境管理協会へ申請を行う。
その結果に応じて、ゴールド・シルバー・ブロンズの各レベルが認定される。
認定後、登録ロゴマークと登録証が送られる。各レベルにより登録費用・登録期限は異なる。

## 登録企業
平成20年12月現在、以下の10社40サイトが自己宣言登録を行っている。
現在の登録企業はすべて「ゴールド」である。
- 王子製紙株式会社
- 株式会社ブリヂストン
- 日清オイリオグループ
- 興隆産業株式会社
- 日本ガイシ株式会社
- 富士フイルム株式会社
- 古河機械金属株式会社
- NECリース株式会社
- 富士フイルムビジネスイノベーション株式会社
- 株式会社ミズノ